# Liste der Stolpersteine in Malsch (bei Heidelberg)
Die Liste der Stolpersteine in Malsch führt die Stolpersteine des Künstlers Gunter Demnig in Malsch im Rhein-Neckar-Kreis in Baden-Württemberg auf.

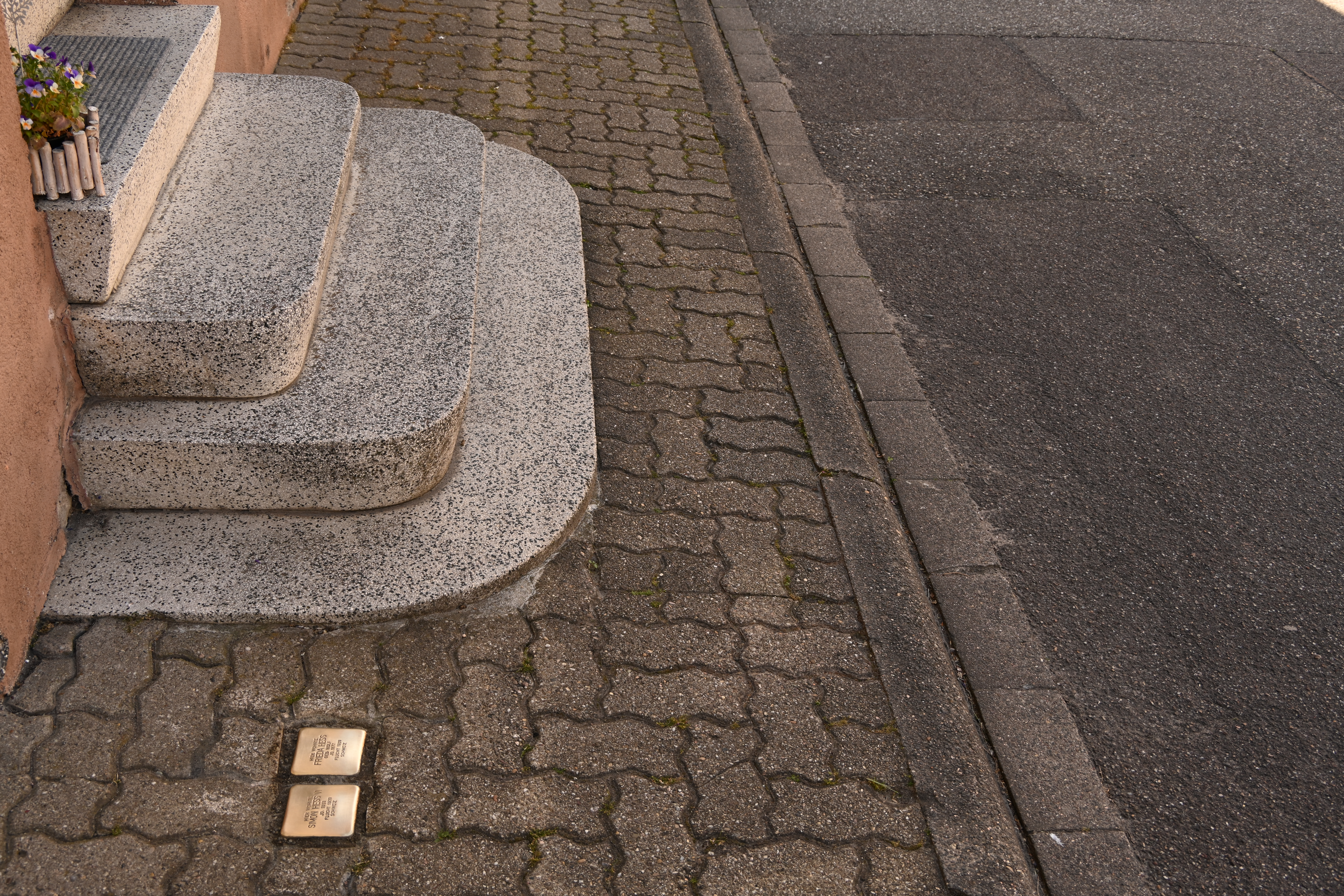
Stolpersteine in der Friedhofstraße 2

Die ersten Verlegungen in dieser Gemeinde fanden am 19. Februar 2018 statt.

## Verlegte Stolpersteine
Im Wein- und Wallfahrtsort Malsch wurden 22 Stolpersteine verlegt. Sie finden sich an sieben Adressen. Die Grundsortierung erfolgt alphabetisch nach dem Straßennamen.
| Stolperstein | Inschrift | Verlegeort         | Name, Leben                                |
| ------------ | --- | ------------------ | ------------------------------------------ |
|              | HIER WOHNTE FRIEDA HESS GEB. WOLF JG. 1877 FLUCHT 1939 SCHWEIZ                                                                      | Friedhofstraße 2   | Frieda Hess geb. Wolf (1877–)              |
|              | HIER WOHNTE SIMON HESS VI JG. 1869 FLUCHT 1939 SCHWEIZ                                                                              | Friedhofstraße 2   | Simon Hess VI (1869–)                      |
|              | HIER WOHNTE BETTY HESS GEB. LÖB JG. 1885 DEPORTIERT 1940 GURS INTERNIERT DRANCY 1942 AUSCHWITZ ERMORDET                             | Hauptstraße 86     | Betty Hess geb. Löb (1885–1942/45)         |
|              | HIER WOHNTE HELMUT HESS JG. 1915 FLUCHT 1939 BRASILIEN                                                                              | Hauptstraße 86     | Helmut Hess (1915–)                        |
|              | HIER WOHNTE HILDA HESS JG. 1918 FLUCHT 1939 ENGLAND                                                                                 | Hauptstraße 86     | Hilda Hess (1918–)                         |
|              | HIER WOHNTE KÄTHE HESS JG. 1913 FLUCHT 1938 USA                                                                                     | Hauptstraße 86     | Käthe Hess (1913–)                         |
|              | HIER WOHNTE SIMON EUGEN HESS JG. 1912 FLUCHT 1939 BRASILIEN                                                                         | Hauptstraße 86     | Simon Eugen Hess (1912–)                   |
|              | HIER WOHNTE WILHELM HESS JG. 1877 DEPORTIERT 1940 GURS INTERNIERT DRANCY 1942 AUSCHWITZ ERMORDET                                    | Hauptstraße 86     | Wilhelm Hess (1877–1942/45)                |
|              | HIER WOHNTE FLORA HAMBURGER GEB. HILB JG. 1898 DEPORTIERT 1940 GURS INTERNIERT DRANCY 1942 AUSCHWITZ ERMORDET                       | Hauptstraße 88     | Flora Hamburger geb. Hilb (1898–1942/45)   |
|              | HIER WOHNTE HEINRICH HAMBURGER JG. 1897 DEPORTIERT 1940 GURS INTERNIERT DRANCY 1942 AUSCHWITZ ERMORDET 4.9.1942                     | Hauptstraße 88     | Heinrich Hamburger (1897–1942)             |
|              | HIER WOHNTE RUTH HAMBURGER JG. 1930 DEPORTIERT 1940 GURS KINDERHEIME ASPET UND MOISSAC VERSTECKT IN FAMILIEN ÜBERLEBT               | Hauptstraße 88     | Ruth Hamburger (1930–)                     |
|              | HIER WOHNTE ISAAK HILB JG. 1865 DEPORTIERT 1940 GURS TOT 7.11.1941                                                                  | Hauptstraße 88     | Isaac Hilb (1865–1941)                     |
|              | HIER WOHNTE JUSTINE HILB GEB. BUTTENWIESER JG. 1863 DEPORTIERT 1940 GURS TOT 3.11.1940                                              | Hauptstraße 88     | Justine Hilb geb. Buttenwieser (1863–1940) |
|              | HIER WOHNTE THERESE HESS GEB. KAUFMANN JG. 1848 DEPORTIERT 1940 GURS TOT 8.11.1940                                                  | Letzenbergstraße 5 | Therese Hess geb. Kaufmann (1848–1940)     |
|              | HIER WOHNTE BENNO HESS JG. 1914 SCHUTZHAFT 1938 KZ DACHAU FLUCHTVERSUCH 1939 NACH PALÄSTINA ERSCHOSSEN OKT. 1941 ZASAVICA / SERBIEN | Letzenbergstraße 9 | Benno Hess (1914–1941)                     |
|              | HIER WOHNTE KLARA HESS GEB. SIMON JG. 1882 DEPORTIERT 1940 GURS INTERNIERT IN MEHREREN LAGERN BEFREIT / ÜBERLEBT ZURÜCKGEKEHRT 1949 | Letzenbergstraße 9 | Klara Hess geb. Simon (1882–)              |
|              | HIER WOHNTE LUDWIG HESS JG. 1877 DEPORTIERT 1940 GURS INTERNIERT IN MEHREREN LAGERN BEFREIT / ÜBERLEBT ZURÜCKGEKEHRT 1949           | Letzenbergstraße 9 | Ludwig Hess (1877–)                        |
|              | HIER WOHNTE MANFRED HESS JG. 1913 SCHUTZHAFT 1938 KZ DACHAU DEPORTIERT 1940 GURS INTERNIERT DRANCY 1942 AUSCHWITZ ERMORDET          | Letzenbergstraße 9 | Manfred Hess (1913–1942/45)                |
|              | HIER WOHNTE ROLF HESS JG. 1934 DEPORTIERT 1940 GURS KINDERHEIM ASPET MIT FLUCHTHILFE 1942 USA                                       | Mühlgasse 8        | Rolf Hess (1934–)                          |
|              | HIER WOHNTE ROSA HESS JG. 1911 DEPORTIERT 1940 GURS INTERNIERT DRANCY 1942 AUSCHWITZ ERMORDET                                       | Mühlgasse 8        | Rosa Hess (1911–1942/45)                   |
|              | HIER WOHNTE SIMON HESS VII JG. 1878 DEPORTIERT 1940 GURS INTERNIERT DRANCY 1942 AUSCHWITZ ERMORDET                                  | Mühlgasse 8        | Simon Hess VII (1878–1942/45)              |
|              | HIER WOHNTE ROSA HESS JG. 1875 DEPORTIERT 1940 GURS INTERNIERT 1942 NOÉ TOT 4.4.1944 ALTERSHEIM ST. SAUVEUR                         | Raiffeisenplatz 4  | Rosa Hess (1875–1942/45)                   |

## Verlegedaten
- 19. Februar 2018: Hauptstraße 88, Mühlgasse 8
- 23. Mai 2023: Friedhofstraße 2, Hauptstraße 86, Letzenbergstraße 5, Letzenbergstraße 9, Raiffeisenplatz 4

## Publikationen
Zu jeder der beiden Verlegungen wurde eine Broschüre veröffentlicht, jeweils in deutscher und englischer Version.
- Stolpersteine Malsch / Erste Verlegung am 19. Februar 2018
- Stolpersteine Malsch / Zweite Verlegung am 23. Mai 2023